# 美图手机
美图手机，原名MeituKiss，是中国大陆软件开发商美图公司于2013年5月16日发布的智能手机系列。该系列以自拍功能为主打，拥有其自主研发的7级自动美颜技术、高精度自动对焦及人脸识别技术。全系列均搭载Android操作系统。现时其最新型号为美图手机M4，于2015年4月8日推出。
根据官方网站上的显示，两岸三地的不少明星皆在使用美图手机，包括林志颖、李小璐、吴昕、张亮、张馨予、吴宗宪等等，以及《昕薇》、
《瑞丽》杂志的模特。另外该手机曾在台湾综艺节目《女人我最大》和《大学生了没》被介绍。

## 发展历史
在MeituKiss发布之前，蔡文胜便正式担任美图公司董事长。2013年4月，媒体曝光MeituKiss的规格参数，称该机拥有4.5寸IPS高清视网膜屏幕，分辨率为1280×720，采用OGS屏幕贴合技术，并搭载Android4.2系统。而在用户界面设计上，还会针对女性做一些精心设计。前后摄像头均为800万像素，并拥有5层特制镜片，且拥有富士通独立ISP图像处理芯片，为全球独家。2013年5月16日，MeituKiss正式发布，以自拍功能为主打，并设置了专门的自拍按键。
2013年10月8日，MeituKiss正式更名为美图手机。同年11月26日又推出了美图手机1S。2014年1月8日，推出了专为学生定制的美图手机1C。
2014年4月27日，美图公司在北京举行了“美图之夜”春夏新品发布会，正式发布了美图手机2，并发布专为该机打造的用户界面MEIOS UI，还与中国联通、苏宁云商进行了战略合作，由此中国大陆的消费者可通过中国联通、苏宁云商平台购买到美图手机。该手机于2014年8月12日在台湾市场销售。
2014年11月28日，美图公司正式发布美图手机M2，为美图手机2的升级版本，运行基于Android 4.2的MEIOS1.5系统，美颜模式也从图片美颜进化到了视频美颜。其主打的镜头模糊检测功能更可以识别镜头镜片表面是否干净。同时美图公司还聘用Angelababy成为美图手机的代言人。
2015年4月8日，美图公司在北京举办发布会，发布了美图手机M4。
2015年8月7日，美图手机M4开始在香港百老汇摄影器材各门店销售。

## 各型号功能特色
由于该手机为美图公司研发，因此美图手机内置了美圖秀秀、美圖貼貼、美圖GIF、美拍等自制軟體；而手机亦提供第三方应用程序，例如微信、新浪微博（在台湾销售的型号则以Facebook代替）。另外，美图手机没有安装Google应用程序，因此需要自行重新安装才能使用Google应用程序。

### 第一代（MeituKiss）
第一代美图手机于2013年5月16日发布。配置方面，手机搭载索尼生产的800万像素前置摄像头，拥有F/2.2大光圈、5层特制镜片、AF自动对焦等特性，还配备了独立ISP芯片，并拥有自动美颜技术。该手机预装Android 4.2系统，并搭载美图专属定制的UI主题。有樱花粉、贝壳白两种颜色。

### 美图手机1C／1S
美图手机1S于2013年11月26日推出，而美图手机1C则于2014年1月8日推出，此为专为学生定制的型号。其中美图手机1S采用索尼800万前置摄像头及富士通前置ISP芯片，而16GB版使用升级版1.5GHz四核处理器。另外，美图手机1S使用明星跨界设计的包装盒。美图手机1C提供水晶白、浅暖粉、樱桃红三种颜色；美图手机1S提供月光白、闪晶粉、炫目红三种颜色。

### 美图手机2／M2
美图手机2于2014年4月27日在北京“美图之夜”春夏新品发布会上发布。此手机无论是外观还是配置，都做了一系列的改进。显示屏的玻璃为康宁公司生产的大猩猩保护玻璃。其中前、后镜头为1300万像素，还使用了全球独家的美颜技术，为发明专利技术。而手机还使用了基于Android 4.2深度定制的MEIOS，考虑到美图手机2的用户大部分为iOS用户，因此美图手机2采用“桌面即应用”设计理念，可让iOS用户也能无障碍适应。2014年8月12日，美图手机2在台湾市场销售。
其升级版美图手机M2于2014年11月28日发布，该手机使用其最新美颜技术，以及更加智能的人脸识别技术。另外MEIOS系统也进行了更新，新增功能包括镜头模糊检测功能、正方形拍摄框选择、同时新增更多安全防护机制。
美图手机2提供月光白、炫目红两种颜色，而美图手机M2则新增薄荷绿、樱花粉两种颜色。另外还提供了Hello Kitty特别版（限量2000台）及赛车限量版（全球限量1999台）。

### 美图手机M4
美图手机M4于2015年4月8日在北京举办的发布会推出，以“夜间自拍神器”作为市场定位。在推出前，媒体报道称Angelababy参与到该手机的设计工作中，并担任产品顾问。主要升级内容包括针对夜间自拍进行了软硬件优化、升级美颜技术。同时配备了新一代的索尼1300万像素前置摄像头以及富士通的新一代Milbeaut图像处理器。另外，该机还支持4G（TD-LTE）网络（仅限中国移动和中国联通）。该手机在操作系统方面也做了升级，新增了“寻找美图手机”（类似于查找iPhone）和美图应用商店应用。美图手机M4提供炫目红、月光白、薄荷绿三种颜色，还设有HelloKitty版。该机于4月10日将在官网、苏宁易购、苏宁门店发售。

## 销售
美图手机上市之初，只能通过官网抢购才能获得，此前抢购为不定期举行，现时通常为每周五中午12:00（北京时间）举行。2013年6月6日，第一代美图手机在53分钟内抢购一空；2014年4月28日，美图手机2首批5万台售罄，由于销量极好，苏宁易购临时增加了4月30日12点的第二次抢购。而在2014年7月15日，美图手机2Hello Kitty特别版在27秒内售罄。
除通过官网抢购外，中国大陆消费者可通过中国联通、苏宁云商平台购买，另可在淘宝网及天猫授权店铺购买。
在台湾，美图手机2则由鴻海子公司康法科技引进，于2014年8月12日在台湾市场销售，台湾消费者可通过台湾官网及momo 購物網购买。在香港地区，美图M4在百老汇摄影器材各门店销售。

### 售价
| 型号                        | 中国大陆售价（人民币） | 臺灣售价（新台币） | 香港售价（港币） |
| --------------------------- | ---------------------- | ------------------ | ---------------- |
| 美图手机1C                  | ¥1,399                 | 不適用             | 不適用           |
| 美图手机1S（8G）            | ¥1,599                 | 不適用             | 不適用           |
| 美图手机1S（16G）           | ¥1,699                 | 不適用             | 不適用           |
| 美图手机2（16G）            | ¥2,199                 | 不適用             | 不適用           |
| 美图手机2（32G）            | ¥2,399                 | $12,800            | 不適用           |
| 美图手机M2                  | ¥2,199                 | 不適用             | 不適用           |
| 美图手机M4                  | ¥2,199                 | 不適用             | $3,298           |
| 美图手机M4（Hello Kitty版） | ¥2,499                 | 不適用             | 不適用           |
| 美图手机M4（哆啦A梦版）     | ¥2,499                 | 不適用             | 不適用           |

## 转让手机业务
由于美图手机业务持续亏损，2018年11月19日，美图公司宣布与小米集团达成战略合作伙伴关系。美图公司将旗下美图手机的品牌、影像技术和二级域名，在全球范围内独家授权给小米集团。2019年年中前美图公司将完全关闭手机业务，后续将由小米负责研发、生产、销售和推广，美图公司只是按比例享受销售分成。

## 评价
台湾网站评价称，美图手机拥有强大的前置相機、眾多專業的美顏軟體，而且其硬體表现也很不错，价格也有优势（比卡西歐的自拍相機要實惠得多）。但有女性用户认为，美图品牌不够上档次，有些山寨、用现在的手机和美图软件自拍已经够用、“比较鸡肋”，因此不会购买该手机。